# Sage von der Bremer Gluckhenne

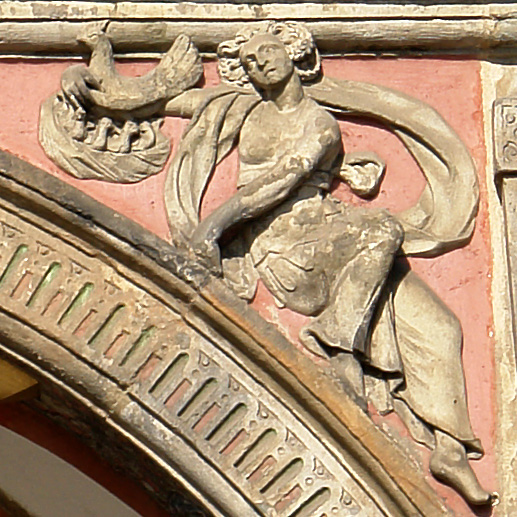
Die Henne mit Küken im Nest am Rathaus

Die Sage von der Bremer Gluckhenne (auch: Die Sage der Henne mit den Küken) ist eine bekannte Bremer Volkssage und populäre Gründungslegende der Hansestadt.

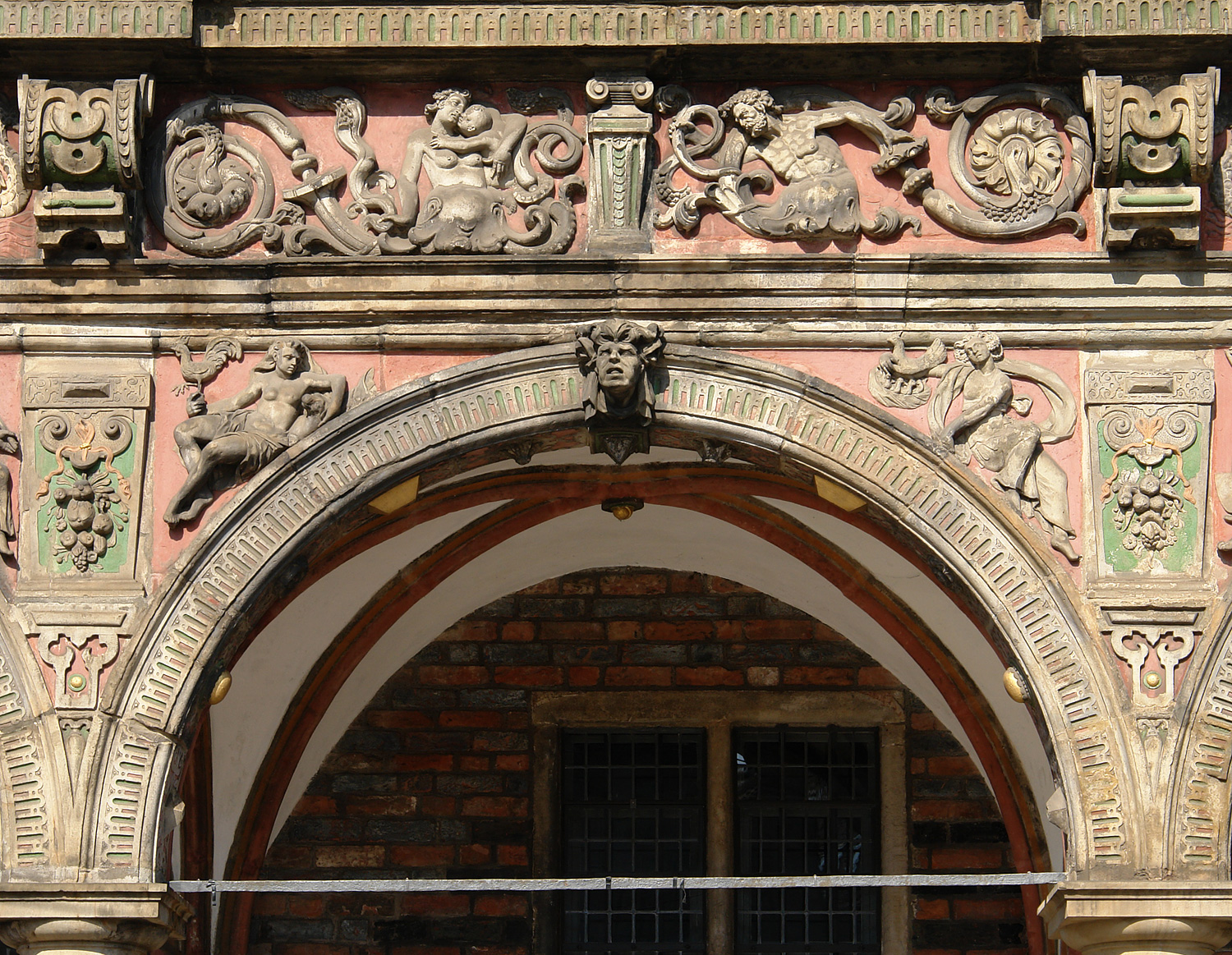
Der obere Teil des zweiten Arkadenbogens von links des Bremer Rathauses mit dem Hahn im linken und der Henne im rechten Zwickel

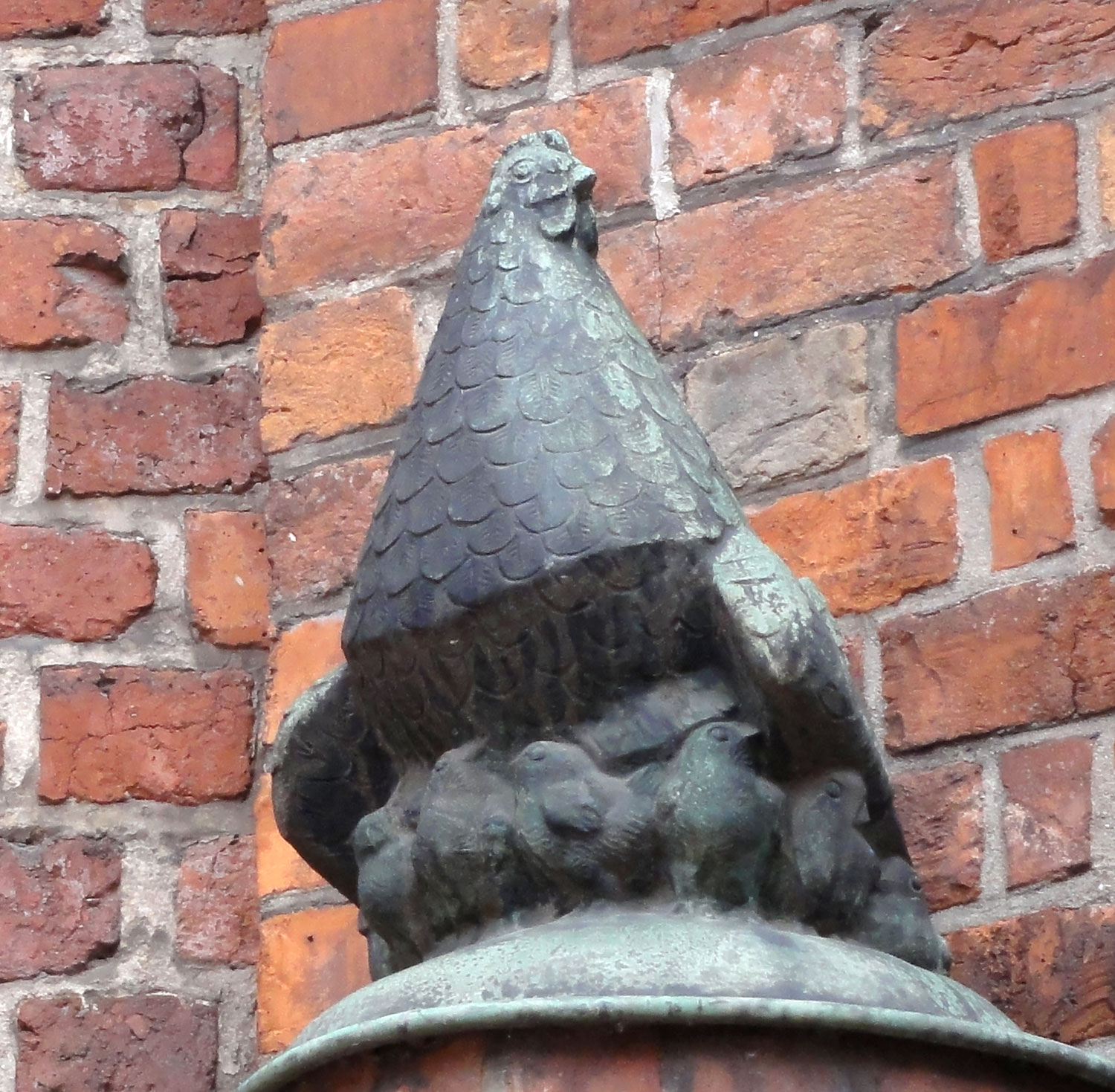
Gluckhenne in der Böttcherstraße

## Inhalt
In ihrer bekanntesten Form hat der Bremer Autor Friedrich Wagenfeld die Sage 1844 in seinem Buch Bremens Volkssagen niedergeschrieben. Ihr Inhalt kann wie folgt zusammengefasst werden:
Einst fuhr eine kleine Gruppe heimatloser Familien mit ihren Kähnen flussabwärts die Weser entlang. Sie lebten vom Fischfang und waren vor Angriffen ihrer mächtigen Nachbarn geflohen. Nun hatten sie nichts mehr, außer ihre Boote und Netze sowie etwas Material für den Bau von Bretterhütten. Sie wären aber auch bereit gewesen, ihr letztes Hab und Gut herzugeben, konnten sie dies doch schnell ersetzen. Doch an einem Gut hingen sie wie an keinem anderen – an ihrer Freiheit.
So lagen sie denn im breiten Unterlauf des Stromes im Marschenland. Gegen Abend zog ein Sturm herauf und die Menschen wussten nicht, wohin sie sich wenden sollten. Verzweifelt warteten sie auf ein Zeichen „der Geister des Landes“, denn eigentlich wollten sie nicht so schnell weiterziehen, da das Wasser an jenem Ort sehr fischreich war. Im letzten Glanz des Abendlichtes entdeckten die Fischer eine Henne mit ihren Küken, die am rechten Flussufer auf einer hohen Düne einen sicheren Platz für die Nacht und Schutz vor dem Unwetter suchte. Sie sahen dies als Zeichen an und folgten dem Tier. Die Gluckhenne verbarg sich schließlich mit ihren Küken im Heidekraut. Die Flüchtlinge erkannten darin wie in einem Spiegel ihre eigene Lage und beschlossen, sich ebenfalls auf der Düne niederzulassen, da diese offenbar Sicherheit gewährleistete. Fortan sollte die Düne an der Weser der Hort der Freiheit sein. Hütten wurden gebaut, die ersten Gebäude des späteren Bremen.
Eine erzählerisch angereicherte Version ohne Anspruch auf Wiedergabe einer Volkserzählung veröffentlichte Marie Mindermann 1862.

## Sonstiges
1957/1958 schuf der Bildhauer Alfred Horling in der Bremer Böttcherstraße ein Abbild der Henne. Die Bronzeskulptur in nahezu korrektem Maßstab sitzt zusammen mit ihren Küken auf einem Mauervorsprung beim Glockenspiel. Auch die Tafel unterhalb der Gluckhenne, welche die Sage beschreibt, wurde von Alfred Horling gearbeitet.